# Lahneralm (Ramsau)
Die Lahneralm ist eine Alm in der Gemarkung Ramsauer Forst in Ramsau bei Berchtesgaden.
Der Kaser (Almhütte) der Lahneralm steht unter Denkmalschutz und ist unter der Nummer D-1-72-129-68 in die Bayerische Denkmalliste eingetragen.

## Baubeschreibung
Der Kaser der Lahneralm ist ein eingeschossiger, überkämmter Blockbau auf einem Bruchsteinsockel mit schindelgedecktem Flachsatteldach. Das Gebäude wurde in der zweiten Hälfte des 19. Jahrhunderts errichtet.

## Heutige Nutzung
Die Lahneralm ist nicht bewirtet, die Weiden werden jedoch noch von der Mitterkaseralm aus landwirtschaftlich genutzt.

## Lage
Die Lahneralm befindet sich nordöstlich unter dem Watzmannhaus auf einer Höhe von 1230 m ü. NHN.